# ویلانووا مارکسانا
ویلانووا مارکسانا (به ایتالیایی: Villanova Marchesana) یک کومونه در ایتالیا است که در استان روویگو واقع شده‌است. ویلانووا مارکسانا ۱۸٫۲ کیلومتر مربع مساحت و ۱٬۱۰۹ نفر جمعیت دارد.